# Leucas (planta)
Leucas es un género con 215 especies de plantas con flores perteneciente a la familia Lamiaceae. Es originario de África hasta Australia.

## Especies seleccionadas
| - Leucas abyssinica - Leucas acanthocalycina - Leucas acloquei - Leucas acrodonta - Leucas affinis | - Leucas aggerestris - Leucas alba - Leucas altissima - Leucas alluaudii - Leucas anandaraoana |

## referencias
1. ↑  «Leucas (planta)». Royal Botanic Gardens, Kew: World Checklist of Selected Plant Families. Consultado el 6 de abril de 2010.